# Jan de Wind-gedenkbank
De Jan de Wind-gedenkbank is een gedenkbank naast de Grote Kerk aan de Kerkstraat in de Noord-Hollandse plaats Beverwijk. Het gedenkteken is in 1925 opgericht voor cavalerist Jan de Wind (Aengwirden, 1 juni 1840 - Beverwijk, 16 mei 1924), om zijn daden en zijn onderscheiding met de Militaire Willems-Orde te gedenken. Zijn naam is te lezen in het natuurstenen deel van de rugleuning.

## Jan de Wind
Jan de Wind ontving zijn onderscheiding voor zijn optreden tijden de Atjehoorlog. Tijdens de inname van de kraton (vorstenverblijf) van Banda Atjeh in 1874 vervulde hij belangrijke koeriersdiensten. Hij woonde de rest van zijn leven in Beverwijk, waar hij in 1924 overleed. In 1924 werd hij begraven onder grote belangstelling, ook de burgemeester van Beverwijk was aanwezig.

## Het monument
De oprichting van het monument was een initiatief van Lambertus Theodorus Slingerland. Hij vroeg daarvoor een bijdrage van de gemeente Beverwijk, maar dit werd afgewezen. Het benodigde bedrag werd vervolgens door particulieren en instellingen bijeengebracht. De onbekende kunstenaar ontwierp een bank van baksteen met een zitvlak, armleuningen en een gedenkplaat van graniet. De gedenkplaat bevat een opschrift in reliëf, alsmede een afbeelding van de Willems-orde. De bank werd in mei 1925 zonder zonder officiële plechtigheid onthuld aan de Spoorlaan, nabij Station Beverwijk.
In 1960 werd besloten de bank te restaureren. Hij was in een dergelijk slechte staat dat enkel de natuurstenen delen nog te redden waren, het baksteen werd met nieuw materiaal opnieuw opgemetseld. Toen werd ook de houten zitting aangebracht op het monument. De bank werd vervolgens op het Stationsplein geplaatst.
In 1987 is de bank opnieuw verplaatst, dit keer naar zijn huidige locatie, bij de Grote Kerk.